# Baskovske dežele
Izraz Baskovske dežele (baskovsko Euskal Herria) se uporablja kot skupno ime za sedem različnih tradicionalnih dežel (pokrajin) na območju zahodnih Pirenejev in Biskajskega zaliva na meji med Španijo in Francijo ter je najstarejše baskovsko ime za območje, ki ga poseljujejo Baski (baskovsko: Euskaldunak), saj datira že v 16. stoletje. Območje, ki predstavlja kulturno in zgodovinsko celoto, sestavljajo avtonomni skupnosti Španije - Baskija in Navara ter Severna baskovska dežela (znana tudi kot Francoska baskovska dežela), ki je v Franciji. Vse skupaj merijo okoli 21.000 km2 in štejejo okoli tri milijone prebivalcev.
Čeprav vse te dežele nimajo nujno enakega imena, se pojem enotnega baskovskega območja, ki si ga delijo različne regije in države, že vrsto let povezuje z baskovskim nacionalizmom. Baskovske dežele veljajo za dom Baskov, njihovega jezika (baskovsko Euskara), kulture in tradicije. Območje ni niti jezikovno, niti kulturno homogeno, saj se v nekaterih predelih večina ljudi nima za Baske. Primer je južni del Navare, kjer se, po štetju izvedenem leta 1996, kar 71% ljudi ni izreklo za Baske – manjši delež (53%) pa je nasprotoval pobudi za podporo baskovskemu jeziku pri njegovi veljavi v regiji.

## Izvor
Baskovski izraz Euskal Herria je zaradi velika števila pomenov, ki ga nosi beseda herri težko natančno prevesti. Prevedemo jo lahko kot narod, država, dežela, ljudje, prebivalstvo, mesto, vas, naselje. Euskal pa je pridevnik izražen iz besede Euskara, ki pomeni baskovski jezik oziroma baskovščino. Izraz bi torej lahko prevedli v »dežela, kjer se govori baskovski jezik«. Gre za starodavni ljudski izraz, s katerim so Baski skozi stoletja imenovali svojo domovino. Konec 19. stoletja je Sabino Arana, utemeljitelj baskovskega nacionalizma, skoval besedo »Baskija« (Euzkadi), s katero je hotel nadomestiti staro poimenovanje, ki je imelo le kulturni, jezikovni in etnološki predznak, ne pa tudi političnega. Danes se izraz Baskija (Euskadi) nanaša le na Baskovsko avtonomno skupnost, medtem ko se za celotno območje (tudi v političnem in ne le v kulturnem) pomenu uporablja izraz Baskovske dežele (Euskal Herria). Španski govorci, po drugi strani, za obe območji uporabljajo izraz País Vasco («Baskovska dežela«), kar je vir mnogih dvoumnosti in nesporazumov. Da bi se izognili nesporazumom vse več španskih govorcev (zlasti iz baskovskih območij) tudi v svojem jeziku uporablja izraz Euskal Herria kot oznako za celotno ozemlje Baskovskih dežel.

## Ozemeljski obseg
V skladu s tradicionalno predstavo so Baskovske dežele sestavljene iz sedmih delov. Konec 19. stoletja se je za štiri province v Španiji uveljavil izraz Hegoalde oziroma »južno območje«, za tri province v Franciji pa Iparralde oziroma »severno območje«.

### Španska Baskija
Španske baskovske dežele (špansko País Vasco y Navarra, baskovsko Hegoalde) tvorita dve španski avtonomni skupnosti Baskija (glavno mesto Vitoria-Gasteiz) in Navara (glavno mesto Pamplona).
Baskija (7.234 km²) je sestavljena iz treh provinc natančneje imenovanih "zgodovinskih teritorijev":
- Álava (baskovsko: Araba), glavno mesto Vitoria-Gasteiz
- Biskaja (baskovsko: Bizkaia), glavno mesto Bilbao
- Guipúzcoa (baskovsko: Gipuzkoa), glavno mesto San Sebastián

Nekateri viri k Baskiji prištevajo tudi dve v njej nahajajoči se enklavi:
- Enclave de Treviño (280 km²), kastiljska enklava v Álavi
- Valle de Villaverde (20 km²), a kantabrijska enklava v Biskaiji

Navara (10.391 km²) je avtonomna skupnost brez provinc. Španska ustava iz leta 1978 navaja da se lahko Navara priključi Baskiji, če bi bila takšna volja tamkajšnjega prebivalstva; toda vse regionalne volitve do dandanes so to opcijo zavrnile. Nasprotno, navarska stranka Unión del Pueblo Navarro je že večkrat zaprosila za izbris te klavzule iz ustave.

### Francoska Baskija
Francoske baskovske dežele (francosko Pays basque français, baskovsko Iparralde) tvori zahodni del francoskega departmaja Pyrenées Atlantiques. Sodeč po modernejših virih baskovske dežele zajemajo okrožje Baiona /Bayonne in kantona Mauléon-Licharre (baskovsko Maule-Lextarre) ter Tardets-Sorholus (baskovsko Atharratze-Sorholüze). Do nestrinjanj prihaja zgolj okoli položaja vasi Esquiule (baskovsko Eskiula). Po teh določbah se francoske baskovske dežele (vključno 29 km² vasi Esquiule) skupno razprostirajo na 2.995 km².
Francoska Baskija je tradicionalno razdeljena na tri province:
- Labourd (baskovsko Lapurdi), zgodovinsko glavno mesto Ustaritz (baskovsko Uztaritze), današnje središče Bayonne
- Basse-Navarre (baskovsko Nafarroa Beherea), zgodovinski glavni mesti Saint-Jean-Pied-de-Port (baskovsko Donibane Garazi) in Saint-Palais (baskovsko Donapaleu)
- Soule, zgodovinsko glavno mesto Mauléon

Baskovski nacionalisti, ki so razdeljeni v številne politične skupine, se zavzemajo za politično združitev Baskovskih dežel. Baskovski nacionalisti so prevladujoča politična večina v Baskiji, predstavljajo močno manjšino v Navari in imajo zelo omejeno prisotnost v francoskem delu Baskovskih dežel.

## Zgodovina
Nihče natančno ne ve, kdaj so Baski prišli v Evropo. Mnogi so mnenja da so na tem območju od časa neolitika v kameni dobi, drugi trdijo da so prišli že prej. Prve informacije o Baskovskih deželah datirajo v čas Rimskega cesarstva. Sodeč po dokazih is tistega časa, so Baski že takrat uporabljali svoj jezik. Po padcu Rimskega cesarstva, so bile Baskovske dežele izolirane zaradi takratnih vpadov Gotov.
V času muslimanskih vpadov v južno Evropo, so se Baskovske dežele razdelile na dva dela: kastiljski del in navarski del. Vojna s Francijo je na navarski del razdelila še na dva manjša dela. Po rekonkvisti, sta kastiljska Baskija in Navara postali del nove države - Španije. Od takrat imajo španski Baski svoj parlament, ki se bori, da bi pod svoje okrilje pridobili še svoj severni del, ki trenutno spada po Francijo.
Danes tri baskovske dežele v Španiji (Araba, Biskaia in Gipuzkoa), predstavljajo avtonomno špansko provinco imenovano avtonomna provinca baskovskih dežel, in predstavlja eno od 17 takšnih španskih provinc. Četrta španska baskovska dežela Navara formira lastno avtonomno skupnost. Tri dežele, ki sestavljajo Severne (Francoske) Baskovske dežele so Lapurdi (Labourd), Nafarroa Beherea (Basse-Navarre) and Zuberoa/Xiberoa (Soule).

## Demografija
Baskovske dežele imajo po podatkih iz leta 2006 približno 3 milijone prebivalcev. Gostota poseljenosti, ki znaša 140/km², je višja od povprečja tako v Španiji kot tudi Franciji. Vendar je poseljenost zelo neenakomerna, saj je v mestu Bilbao in v njegovi okolici, kjer živi kar tretjina prebivalcev regije, gostota poseljenosti 500/km², v notranjosti francoskega dela in v nekaterih delih Nevare pa samo 20/km².

### Največja mesta
| Največja mesta                                                      |                          |                   |                   |                   |                      |                          |                          |
|                                                                     |                          |                   |                   |                   |                      |                          |                          |
| Bilbo (Bilbao)                                                      | Bilbo (Bilbao)           | Gasteiz (Vitoria) | Gasteiz (Vitoria) | Iruñea (Pamplona) | Iruñea (Pamplona)    | Donostia (San Sebastián) | Donostia (San Sebastián) |
| Deset največjih mest                                                |                          |                   |                   |                   |                      |                          |                          |
| #                                                                   | Mesto                    | Provinca          | Prebivalstvo      | #                 | Mesto                | Provinca                 | Prebivalstvo             |
| 1                                                                   | Bilbo (Bilbao)           | Biskaja           | 351.629           | 6                 | Getxo (Guecho)       | Biskaja                  | 82.327                   |
| 2                                                                   | Gasteiz (Vitoria)        | Araba/Álava       | 238.247           | 7                 | Irun (Irún)          | Gipuzkoa                 | 60.261                   |
| 3                                                                   | Iruñea (Pamplona)        | Navara            | 195.769           | 8                 | Portugalete          | Biskaja                  | 49.118                   |
| 4                                                                   | Donostia (San Sebastián) | Gipuzkoa          | 195.226           | 9                 | Santurtzi (Santurce) | Biskaja                  | 47.320                   |
| 5                                                                   | Barakaldo (Baracaldo)    | Biskaja           | 95.640            | 10                | Baiona (Bayonne)     | Lapurdi                  | 44.300                   |
| Vir: Eustat, Instituto Nacional de Estadística (Spain) (INE), INSEE |                          |                   |                   |                   |                      |                          |                          |

### Jezik
Trenutno na območju baskovskih dežel prevladujeta dva jezika - španščina in francoščina. Da je temu tako sta se tako Španija kot Francija vrsto red borili z različnimi ukrepi, ki so zatirali prisotnost baskovskega jezika v javnih ustanovah.
Čeprav je govora o precej malem območju, so je, zaradi nizke gostote poselitve, baskovščina (baskovsko "Euskara") razvila v narečno zelo raznolik jezik. Tako so bili standardi uradnega baskovskega jezika uvedeni šele s koncem 20. stoletja. Po podatkih iz leta 2012 baskovščino kot svoj materni jezik navaja med 700.000 in milijon ljudi, od tega je le okoli 100.000 živečih v Franciji.
Baskovščina je izoliran jezik. Zaradi njenega neindoevropskega izvora so se v preteklosti pojavljali številni poskusi, da bi jo povezali z različnimi jeziki in jezikovnimi skupinami. Poleg nekaterih nestrokovnih primerjav so jo jezikoslovci povezovali predvsem s kavkaškimi jeziki, s katerimi ima skupne nekatere tipološke značilnosti, in z antičnim iberskim jezikom, ki sicer izpričuje določene površinske podobnosti z baskovščino, a zanesljivi dokazi o izvorni sorodnosti niso bili ugotovljeni. Edini zanesljivi sorodnik baskovščine je antični akvitanski jezik, ki je izpričan v obliki imen in besed v latinskih napisih iz jugozahodne Francije.
V zgodnjem srednjem veku je baskovski jezik močno vplival na besedišče in fonetične značilnosti kastiljskega jezika, ki se je oblikoval na ozkem območju vzdolž meje z baskovskim govornim področjem.